# Fieseler Fi 167
O Fieseler Fi 167 foi um biplano torpedeiro, bombardeiro e de reconhecimento Alemão, concebido para ser usado pelos porta aviões da classe Graf Zeppelin em construção durante os anos 1936 a 1942..